# Equipe paraguaia na Copa Billie Jean King
A equipe paraguaia na Copa Billie Jean King representa o Paraguai na Copa Billie Jean King, principal competição de tênis feminina por equipes do mundo. É administrada pela Asociación Paraguaya de Tenis.

## História
O Paraguai competiu pela primeira vez em 1991. Seus melhores resultados foram chegar nos play-offs no Grupo Mundial de 1995, 2015 e 2018.

## Escalação atual
Para o Grupo I das Américas de 2022, em abril:
- Heydi Doldan
- Susan Doldan
- Leyla Fiorella Britez Risso
- Paulina Franco Martinessi